# 비기너 (드라마)
《비기너》(ビギナー)는 2003년 10월 6일부터 같은 해 12월 15일까지, 후지 TV 게츠쿠 시간대에 방송된 텔레비전 드라마이다. 총 11화이며, 주연은 미무라가 맡았다.

## 개요
게츠쿠 시간대 드라마로는 전례 없는 〈주연을 연기 경험 없는 신인(소속사에 소속 돼 있더라도 연기 경험이 없으면 포함)을 대상으로 한 오디션〉으로 주목을 받았다.
오디션에서 뽑힌 미무라는, 게츠쿠 주연으로 배우 데뷔를 달성했다.

## 출연진
주인공 8인·사법연수생
- 가에데 요시코: 미무라
- 하자마 슌: 오다기리 조
- 기리하라 유헤이: 쓰쓰미 신이치
- 마쓰나가 스즈키: 오키나 메구미
- 다케 로쿠타로: 가슈인 타츠야
- 구로사와 게이코: 요코야마 메구미
- 사키타 가즈야스: 기타무라 소이치로
- 모리노 노조미: 마쓰유키 야스코

## 주제가·삽입곡
- 카펜터스 〈Top of the World〉